# Elephant Man (muzikant)
Elephant Man (Kingston (Jamaica), 11 september 1975), ook wel bekend als Energy God, geboren als O'Neil Bryan, is een Jamaicaans dancehallmuzikant.

## Carrière
Bryan's artiestennaam is afgeleid van zijn grote oren, waardoor hij vroeger Dumbo werd genoemd. Hij begon zijn muzikale carrière als lid van de Scare Dem Crew, waarna hij besloot verder te gaan als soloartiest. Tijdens zijn carrière werd hij bekend mede dankzij zijn geel-oranje geverfde haar, zijn lage stem en zijn energieke performance op het podium.
Bryan verwierf internationale bekendheid toen hij in 2004 een samenwerking aanging met Puma.
In het nummer "Willie Bounce", wat op verschillende mixtapes verscheen, samplet hij de eerste maten van Gloria Gaynors "I Will Survive".
Op 6 november 2007 bracht Elephant Man zijn album Let's Get Physical uit via Bad Boy Records. Het nummer "Five-O" is de eerste single van dit album en is een samenwerking met Wyclef Jean. Een ander nummer op dit album is een samenwerking met P. Diddy en Busta Rhymes.
Na zijn winst op de 200 meter sprint tijdens de Olympische Spelen in Peking in 2008 danste Usain Bolt de Gully Creeper dans, waarvoor Elephant Man de muziek maakte. 
In 2009 bracht Elephant Man een ode aan Michael Jackson door zijn versie van We Are The World uit te brengen.

## Juridische kwesties
Bryan werd bekritiseerd vanwege zijn teksten die geweld tegen homo's oproepen. In diverse landen zijn optredens van Elephant Man om deze reden geannuleerd. Zo werd ook zijn optreden van 4 mei 2007 in Hoofddorp scherp in de gaten gehouden door de politie.

## Discografie

### Albums
- 2000: Scooby Away
- 2000: Comin' 4 You
- 2001: Log On
- 2002: Higher Level
- 2003: Good 2 Go
- 2007: Monsters Of Dancehall
- 2008: Let's Get Physical
- 2011: Dance & Sweep

- Bibliothèque nationale de France: cb14174888r (data)
- Gemeinsame Normdatei: 135366224
- International Standard Name Identifier: 0000 0000 5515 7292
- Library of Congress Control Number: no2003115139
- MusicBrainz: cd5f7bd9-ee6f-4a99-8dd9-dc3afd9da736
- Système universitaire de documentation: 084290250
- Virtual International Authority File: 7597842
- WorldCat: E39PBJrRcwDJyBc9kqPWRtv4MP